# The Wolf Banes
The Wolf Banes is een Belgische rockband, ontstaan in 1986 in Lier.
Zanger en oprichter is Wim De Ridder, beter bekend als Wim Punk. De bekendste nummers van The Wolf Banes zijn As the Bottle Runs Dry uit 1988 (geproduceerd door George Kooymans van Golden Earring) en Miles Away from Here (1991).

## Geschiedenis

### 1986-1994
In 1986 eindigde de groep op de derde plaats in Humo's Rock Rally, dankzij nummers als (Shit I Love) Barbara Carrera en I Only Want to Be with You. Een eerste volwaardig album werd in 1989 uitgebracht in een productie van George Kooymans: Where Is the Party. Dankzij het 'zeemanslied' As the Bottle Runs Dry was de groep vaak op de radio en festivals te horen. In 1991 tekende de groep een contract met platenmaatschappij EMI. Het volgende album, High Five, werd geproduceerd door Werner Pensaert.
In de jaren 90 hield The Wolf Banes tijdelijk op te bestaan. Wim Punk ging solo verder als Whim Punk (met gitarist Pieter Vreede op bas, Steven Janssens op gitaar en River Felix op drums) en later als bezieler van De Marva's, met drummer Wim Aerts. Gitarist Paul Van Bruystegem speelde bij de meest diverse Belgische groepen en dook op als bassist bij rootsrock-trio Triggerfinger. Gitarist Vreede nam opnieuw zijn oorspronkelijke bas op bij Red Zebra, Dashboard Darling en Telstar, en begon later zijn eigen kwintet Bellemont.

### Comeback
Begin 2010 besloten The Wolf Banes weer samen de studio in en de baan op te gaan. Een titelloos album werd uitgebracht, met als singles Things Too Much en de Bee Gees-cover New York Mining Disaster 1941.
In 2013 werden opnamen gestart voor zowel een nieuw album The Dungeon Tapes, een eerste single, I Got an Ocean en een tweede single, Melody in G, uitgebracht in mei.
Van Melody in G bestaan een 'pop'- en 'non-pop'-versie, uitgebracht op een vinylsingle in beperkte oplage met de twee versies in 'parallelle groeven' op kant A. Op de B-kant staat Corridors, een op Melody in G geïnspireerd nummer van de hand van de Belgische componist Walter Hus en uitgevoerd op een computergestuurd Decap-orgel. Dit nummer is ook uitgebracht samen met de documentaire The Sound of Belgium.
Het album The Dungeon Tapes met begeleidende single Wrong Baby Wrong kwamen op de markt in februari 2014.
In 2019 brengt de groep in een tijdsspanne van een half jaar drie singles uit: 12 States of Bad Luck, Easy Alex, en Kill Me Before I Die. Hierna wordt met grote regelmaat nieuw werk uitgebracht (zie discografie).

## Discografie
Albums:
- 1989: Where Is the Party?
- 1991: High Five
- 1993: Suite 16
- 1994: Wolfbania
- 2010: The Wolf Banes
- 2014: The Dungeon Tapes
- 2024: Sugar Skull

Ep's en singles:
- 1986: Now Listen Honey!
- 1987: Sally c/w Caroline
- 1988: As The Bottle Runs Dry
- 1989: Where Is The Party
- 1989: Together With You
- 1990: Out On Me
- 1991: Miles Away From Here
- 1991: James
- 1992: The Clown
- 1992: China
- 1993: You Can't Heat The Ceiling
- 1993: This Mean Machine
- 1993: Eventually
- 2010: Things Too Much
- 2011: New York Mining Disaster 1941
- 2011: Mexican Moon
- 2013: I Got An Ocean
- 2013: Melody In G
- 2014: Wrong Baby Wrong
- 2019: 12 States Of Bad Luck
- 2019: Easy Alex
- 2019: Kill Me Before I Die
- 2020: I Want You
- 2021: Planet Of Peace
- 2021: The Day The Music Died
- 2022: Lockdown Lucy & Quarantine Kate
- 2022: Neverday
- 2023: Julienne Brunoise

## Muzikanten
- Wim(meke) Punk - zang/gitaar/theremin
- Paul Van Bruystegem (ex) (Lange Polle / Monsieur Paul) - gitaar/keyboards/percussie
- Berre Van Hoeylandt - gitaar
- Bruno Beeckmans - drums
- Wim Aerts (Wim Drum) (ex) - drums
- JP Pernet (ex) - bas
- Luk de Graaff (ex) - bas
- Pieter 'Pip' Vreede - gitaar/bas
- Frank Van Laethem - gitaar/backings